# Marcus Lachmann
Marcus Lachmann (* 23. Juli 1956 in Pforzheim; † 10. August 2025) war ein deutscher Schauspieler, Szenenbildner, Regisseur und Theaterpädagoge.

## Leben

### Ausbildung und feste Engagements
Marcus Lachmann entstammte einer Schauspielerfamilie. Seine Großmutter mütterlicherseits, die Schauspielerin Erna Keldaan (1892–1988), war Mutter des Schauspielers Hans Nielsen (1911–1965). In zweiter Ehe war sie mit Lutz Heinle (1898–1973) verheiratet, der bis 1942 acht Jahre lang Schauspieldirektor am Deutschen Nationaltheater in Weimar war.
Lachmann besuchte die Waldorfschule Goetheschule in Pforzheim. An der Westfälischen Schauspielschule Bochum studierte er Schauspiel. 1977 begann er seine Bühnenlaufbahn als Schauspieler mit einem Engagement an der Hamburgischen Staatsoper. In der Jugendoper Bruch – Ein Ding mit Musik trat er in einem provisorischen Zirkuszelt neben dem kurz vor der Premiere abgebrannten Kulturzentrum Fabrik in Hamburg neben Kollegen wie Jan Fedder und Burghart Klaußner auf. Von 1977 bis 1979 war Lachmann am Theater Neumarkt Zürich engagiert, wo er unter anderem in den Stücken Ritter Blaubart von Ludwig Tieck, Zwischen Himmel und Erde von Staffan Westerberg nach Eugène Ionesco, Mensch Meier von Franz Xaver Kroetz und Die Geisel von Brendan Behan spielte.
Es folgte bis 1981 ein Engagement am Staatstheater Stuttgart, wo er neben Rollen in Schnitzlers Komödie der Verführung und Heiner Müllers Philoktet auch als Marquis von Posa in der umstrittenen Inszenierung Hansgünther Heymes von Schillers Don Carlos auftrat.
Ab 1983 hatte Lachmann ein dreijähriges Engagement als Schauspieler am Niedersächsischen Staatstheater Hannover. Parallel dazu leitete er am Schlosstheater Moers das S.TM-Jugendforum, wo er mit interessierten Jugendlichen jährlich ein Theaterstück inszenierte. In der Folge wollte Lachmann vom Schauspielerberuf Abschied nehmen und sich auf Theaterregie und Ausstattung konzentrieren. Am Schauspielhaus Düsseldorf inszenierte er ein Einpersonenstück von Dario Fo und die deutsche Erstaufführung des Kinderstücks Die Geschichte vom Onkelchen, in seiner Heimatstadt Pforzheim Süskinds Der Kontrabaß.
1985 folgte er dem Ruf ans Schauspiel Frankfurt, wo er unter anderem die Titelrolle der Hilsdorf-Inszenierung von Goethes Egmont spielte, die von Publikum und Kritik anerkennend aufgenommen wurde. Weitere Inszenierungen mit Lachmann in Frankfurt waren die Uraufführung des Stückes Die Schauspieler von Einar Schleef, Die Irre von Chaillot  von Giraudoux und Shakespeares Hamlet.
Ab 1990 war Lachmann als Oberspielleiter am Mecklenburgischen Landestheater Parchim engagiert. Stücke wie Carl Ceiss’ Honecker-Monolog An den Dreizehnten oder die Bearbeitung von Shakespeares König Lear durch den damals 24-jährigen Autor Daniel Call (der selbst im Stück mitspielte) nahmen dabei Bezug auf den gesellschaftlichen Umbruch der Wendezeit. Die Zusammenarbeit mit Call setzte sich fort: In den Jahren 1991 bis 2007 war Lachmann an verschiedenen Bühnen an über einem Dutzend Uraufführungen von Calls Stücken beteiligt. Auch privat waren die beiden Partner. In einem Biografie-Artikel über Call schrieb Stern-Autor Holger Witzel, Lachmann sei „so etwas wie sein Simon von Kyrene“: er „trägt das Kreuz insgesamt acht Jahre mit und wischt nachts die Kotze auf“. In die gemeinsame Zeit fielen der Selbstmord von Calls Ehefrau und der Tod seiner sechs Jahre alten Tochter.
Am 22. Februar 1992 inszenierte Lachmann in Parchim die Uraufführung von Barbara Bronnens einzigem dramatischen Text Bevor ich ins Gras beiße.
Bis 2002 hatte er durchgängig feste Engagements, zuletzt als Oberspielleiter in Nordhausen und Schauspieldirektor in Rostock. In Nordhausen wurde über 40 Jahre nach seiner Entstehung das Stück Die jüngste Nacht von Arnolt Bronnen unter Lachmanns Regie in Deutschland erstaufgeführt. Außerdem brachte er das Musical Stars von und mit Klaus Lage auf die Bühne. In Rostock inszenierte er mit Hohn der Angst erneut ein Stück von Dario Fo. Gegenüber dem Deutschen Depeschendienst sagte er: „Für mich ist Dario Fo eine wichtige Figur des Jahrhunderts, er nimmt Staat und Gesellschaft auf die Schippe und ist zugleich Provokateur.“ Weitere Inszenierungen Lachmanns in Rostock waren Dürrenmatts Der Besuch der alten Dame und Botho Strauß’ Die Hypochonder. Bereits 1995 war Lachmann am Theater Brandenburg mit einer Botho-Strauß-Inszenierung von Das Gleichgewicht aufgefallen, als diese sowohl von der Theaterzeitschrift Die Deutsche Bühne, als auch von Theater heute im Vergleich mit Inszenierungen von Thomas Langhoff, Luc Bondy und Peter Ibrik als besonders gelungen beurteilt wurde.
Parallel inszenierte er auch an anderen Bühnen, wie das Kinderstück Momo von Michael Ende für die Badische Landesbühne, Stan Laurel und Oliver Hardy in Luxemburg von Urs Widmer im Kasemattentheater in Luxemburg, Goethes Clavigo am Stadttheater Bremerhaven, Wedekinds Frühlings Erwachen am Brandenburger Theater und Büchners Leonce und Lena erneut in Pforzheim.

### Freiberuflichkeit
Seit 2002 setzte Marcus Lachmann seine Arbeit als Regisseur, Theaterpädagoge, Szenenbildner und Schauspieler in freiberuflicher Selbständigkeit fort. Hinzu kamen Filmprojekte mit Rosa von Praunheim, Benzina Kanchavelli und für die Produktionsfirmen WTS Film und Ente Kross Film.
Gemeinsam mit den Schülern der Rudolf-Steiner-Schule Hamburg-Bergedorf, der Freien Waldorfschule Oberberg, der Blote-Vogel-Schule in Witten und der Freien Waldorfschule Saarbrücken entwickelte Lachmann Theaterstücke, in denen die Schüler von der Konzeption über die Einstudierung bis hin zu Bühnen- und Kostümbild alles selbst gestalten. Die Projekte wurden durch den für Waldorfschulen charakteristischen Schulalltag ermöglicht, in dem jährlich mehrere Wochen ausschließlich für die sogenannten Klassenspiele bestimmt werden konnten. Lachmann war es wichtig, „die Jugendlichen an große Texte der Weltliteratur heran[zu]führen“ und sie in diesem Prozess die Erfahrung machen zu lassen, mit der eigenen Emotionalität, dem eigenen Gruppenverhalten umgehen zu können, um daraus ein größtmögliches Selbstbewusstsein zu entwickeln.

## Theatrografie (Auswahl)

### Regie und Ausstattung
- 1984: Dario Fo: Dädalus und Ikarus, Schauspielhaus Düsseldorf
- 1984: Lars-Eric Brossner, Tomas von Brömssen: Die Geschichte vom Onkelchen (Deutsche Erstaufführung), Schauspielhaus Düsseldorf
- 1984: Aristophanes: Der Frieden (Schlosstheater Moers) – Jugendprojekt
- 1985: Patrick Süskind: Der Kontrabaß, Stadttheater Pforzheim (nur Regie)
- 1985: A. Bruckner: Reproduktion untersagt, (Uraufführung, musikalische Produktion), Schlosstheater Moers – Jugendprojekt
- 1986: Georg Kaiser: Gas, Schlosstheater Moers (nur Ausstattung)
- 1987: Klaus Pohl: Hunsrück, Schlosstheater Moers (nur Regie)
- 1987: Lasker Schüler Abend, Schlosstheater Moers
- 1988: Samuel Becket: Atem / Das letzte Band, Schlosstheater Moers
- 1989: Heiner Müller: Philoktet, Junges Theater Göttingen
- 1989: David Wood: Aladdin (musikalische Produktion), Stadttheater Heilbronn (nur Regie)
- 1989: Botho Strauß: Besucher, Theater Aachen (nur Regie)
- 1990: Jean-Paul Sartre: Geschlossene Gesellschaft, Mecklenburgisches Landestheater Parchim
- 1990: Colin Higgins: Harold und Maude, Theater Aachen
- 1990: Jérôme Savary: Vom dicken Schwein, das dünn werden wollte (musikalische Produktion), Theater Aachen
- 1990: Samuel Beckett: Warten auf Godot, Mecklenburgisches Landestheater Parchim
- 1990: Sławomir Mrożek: Tango, Stadttheater Pforzheim
- 1991: Daniel Call: Kyritz Pyritz (Uraufführung), Mecklenburgisches Landestheater Parchim
- 1991: William Shakespeare / Daniel Call: König Lear, Mecklenburgisches Landestheater Parchim
- 1991: Johann Wolfgang von Goethe: Torquato Tasso, Junges Theater Göttingen (nur Regie)
- 1991: Carl Ceiss: An den Dreizehnten (Uraufführung), Mecklenburgisches Landestheater Parchim
- 1992: Daniel Call: Blaubart (Uraufführung), Stadttheater Gießen
- 1992: Walter Hasenclever: Napoleon greift ein, Mecklenburgisches Landestheater Parchim
- 1992: Barbara Bronnen: Bevor ich ins Gras beiße (Uraufführung), Mecklenburgisches Landestheater Parchim
- 1993: Urs Widmer: Stan Laurel und Oliver Hardy in Luxemburg, Kasemattentheater Luxemburg
- 1993: Michael Ende: Momo, Badische Landesbühne
- 1994: Gotthold Ephraim Lessing: Nathan der Weise, Junges Theater Göttingen
- 1994: William Shakespeare: Hamlet, Junges Theater Göttingen
- 1994: Robert Bolt: Der kleine dicke Ritter, Badische Landesbühne
- 1994: Arnolt Bronnen: Die jüngste Nacht (Uraufführung), Theater Nordhausen
- 1994: Friedrich Hebbel: Maria Magdalena, Brandenburger Theater
- 1995: Gotthold Ephraim Lessing: Minna von Barnhelm, Theater Nordhausen
- 1995: Botho Strauß: Das Gleichgewicht, Brandenburger Theater
- 1995: Johann Wolfgang von Goethe: Clavigo, Stadttheater Bremerhaven
- 1996: Diether Dehm / Klaus Lage: Stars (Uraufführung, musikalische Produktion), Theater Nordhausen
- 1997: Daniel Call: Tumult auf Villa Shatterhand (Uraufführung), Theater Dortmund (nur Regie)
- 1997: Wilfried Happel: Das Schamhaar, Brandenburger Theater
- 1997: Bertolt Brecht: Leben des Galilei, Brandenburger Theater
- 1997: Theresia Walser: Kleine Zweifel / Das Restpaar (Uraufführung), Theater Rampe, Stuttgart (nur Ausstattung)
- 1998: Klaus Chatten: Sugar Dollies, Volkstheater Rostock (nur Ausstattung)
- 1998: Daniel Call: Wetterleuchten, Renaissance-Theater Berlin
- 1998: Giuseppe Verdi: La Traviata, Brandenburger Theater (nur Ausstattung)
- 1998: Frank Wedekind: Frühlings Erwachen, Brandenburger Theater
- 1999: Ralph Oehme: Bier für Wallenstein (Uraufführung), Stralsunder Theater
- 1999: Wolfgang Borchert: Draußen vor der Tür, Brandenburger Theater
- 1999: Daniel Call: Das Wurmloch (Uraufführung), Theater Aachen (nur Ausstattung)
- 1999: Thomas Bernhard: Vor dem Ruhestand, Volkstheater Rostock (nur Ausstattung)
- 2000: Dario Fo: Hohn der Angst, Volkstheater Rostock
- 2000: Daniel Call: Herr der Lage (Uraufführung), Saarländisches Staatstheater (nur Ausstattung)
- 2000: Tennessee Williams: Endstation Sehnsucht, Volkstheater Rostock (nur Ausstattung)
- 2000: Botho Strauß: Die Hypochonder, Volkstheater Rostock
- 2000: David Harrower: Messer in Hennen, Stadttheater Pforzheim
- 2000: Daniel Call: Phobiker (Uraufführung), Volkstheater Rostock (nur Ausstattung)
- 2001: Gerhart Hauptmann: Die Ratten, Volkstheater Rostock
- 2001: Georg Büchner: Leonce und Lena, Stadttheater Pforzheim
- 2001: Jean Giraudoux: Die Irre von Chaillot, Volkstheater Rostock (nur Ausstattung)
- 2001: Friedrich Dürrenmatt: Der Besuch der alten Dame, Volkstheater Rostock
- 2001: Jens Exler: Tratsch im Treppenhaus, Volkstheater Rostock (nur Ausstattung)
- 2001: Kai Hermann, Horst Rieck: Wir Kinder vom Bahnhof Zoo (Volkstheater Rostock)
- 2001: Daniel Call: Solo Sunny (Uraufführung, musikalische Produktion), Volkstheater Rostock
- 2003: Friedrich Schiller: Räuber / Kabale / Fiesco / Carlos / Stuart, Die Tonne, Reutlingen
- 2003: George Tabori: Mein Kampf, Die Tonne, Reutlingen
- 2004: Daniel Call: Frau Seiler (Uraufführung), Eduard-von-Winterstein-Theater, Annaberg-Buchholz
- 2004: Heiner Kondschak: Dogs (musikalische Produktion), Theater der Jungen Welt, Leipzig
- 2004: Giacomo Puccini: La Bohème (musikalische Produktion), Hochschule für Musik und Theater Hamburg (nur Ausstattung)
- 2004: Paul Rudnick: Jeffrey, Eduard-von-Winterstein-Theater, Annaberg-Buchholz
- 2005: Friedrich Schiller: Maria Stuart, Theater Chemnitz (nur Ausstattung)
- 2005: Daniel Call: Wege mit Dir (Uraufführung), Theater Chemnitz (nur Ausstattung)
- 2005: Matthias Kniesbeck: Elvis liebt Dich!, (musikalische Produktion), Theater Bielefeld
- 2005: Stephen Sinclair / Anthony McCarten: Ladies Night, Eduard-von-Winterstein-Theater, Annaberg-Buchholz
- 2005: Daniel Call: Der Teufel kommt aus Düsseldorf – Jugendprojekt
- 2005: Christopher Marlowe: Die tragische Historie vom Doktor Faustus, Die Tonne, Reutlingen
- 2006: Daniel Call: Eine teuflische Familie Folge 1 (Uraufführung), Theater Chemnitz (nur Ausstattung)
- 2006: Arthur Schnitzler: Reigen, Die Tonne, Reutlingen
- 2006: Gerhart Hauptmann: Schluck und Jau, Eduard-von-Winterstein-Theater, Annaberg-Buchholz
- 2007: Philip LaZebnik, Kingsley Day: Tour de Farce, Die Tonne, Reutlingen (nur Ausstattung)
- 2007: Francis Poulenc: Die Karmeliterinnen (musikalische Produktion), Hochschule für Musik und Theater Hamburg (nur Ausstattung)
- 2007: Daniel Call: Eine teuflische Familie, Folge 2 und 3 (Uraufführung), Theater Chemnitz (nur Ausstattung)
- 2007: Daniel Call: Charleys Tante (Uraufführung), Theater Chemnitz (nur Ausstattung)
- 2010: Friedrich Wolf: Die Weihnachtsgans Auguste, Volkstheater Rostock (nur Ausstattung)
- 2010: Adam Long, Daniel Singer, Jess Winfield: Shakespeares sämtliche Werke (leicht gekürzt), Gerhart-Hauptmann-Theater Görlitz-Zittau
- 2012: Botho Strauß: Der Narr und seine Frau heute Abend in Pancomedia, Freie Waldorfschule Saarbrücken

## Filmografie (Auswahl)
- 2002: Berlin Bohème
- 2009: Rosas Höllenfahrt (Szenenbild)
- 2010: Tatort Berlin: Ernst Gennat – Der Mordinspektor vom Alex
- 2012: Tatort Berlin: Der S-Bahn-Mörder von Rummelsburg
- 2012: Männer zum Knutschen
- 2014: Hitler und Jesus – Eine Liebesgeschichte
- 2015: Härte (Szenenbild)
- 2017: Die Spezialkommission – Geheime Mordermittlung in der DDR
- 2019: Darkroom – Tödliche Tropfen (Szenenbild)
- 2022: Der Hirschensprung
- 2022: Rex Gildo – Der letzte Tanz (Szenenbild)

## Hörspiele (Auswahl)
- 1980: Thomas Rübenacker: Wallendas Tod. Ein Film zum Hören – Regie: Thomas Rübenacker (Original-Hörspiel – Süddeutscher Rundfunk/RIAS Berlin)
- 1981: Aubrey Woods: Mord im Mai – Regie: Wilm ten Haaf (Süddeutscher Rundfunk)
- 1981: John Graham: Sextett – Regie: Raoul Wolfgang Schnell (Süddeutscher Rundfunk)
- 1981: Jean Thibaudeau: Die Fußballreportage – Regie: Otto Düben (Süddeutscher Rundfunk)
- 1981: Friederike Roth: Ritt auf die Wartburg – Regie: Otto Düben (Süddeutscher Rundfunk)
- 1983: Georg Bücher: Büchners Lenz – Regie: Günter Bommert (Radio Bremen/Südwestfunk/Sender Freies Berlin)
- 1987: Erich Loest: Die Brücke am Lipper Ley – Regie: Günther Sauer (Hessischer Rundfunk)
- 1987: Eran Baniel: Die Tagesmutter – Regie: Eran Baniel (Hessischer Rundfunk)